# Kulla, Motala kommun
Kulla är en by och före detta gård i sydvästra delen av Kristbergs socken i Motala kommun, Östergötlands län.
Kulla sträcker sig från sjön Boren i söder till sjön Stora Vänstern i norr med den mindre sjön Lilla Vänstern däremellan. I väster finns gården Härseby och i öster Skrukarp. Riksväg 34 passerar genom Kulla. Flera av gårdarna i Kulla har en storslagen utsikt ned mot Boren. Här finns flera värdefulla hagmarker med inslag av träd och buskar samt även en askskog. 

## Kulla gård
Kulla omnämns första gången den 13 mars 1405 då häradshövdingen i Aska härad på drottning Margaretas befallning upptecknade de skatte- och kronogårdar som fanns inom häradet.
Kulla gård ägdes under 1600-talet av Udde Ödla (1617-1668), som bland annat var assessor i Svea hovrätt, underståthållare på Stockholms slott och landshövding i Nylands och Tavastehus län i Finland. Senare under 1600-talet drogs Kulla genom reduktion in till kronan.

## Småbruksegnahemmen i Kulla
År 1887 köpte 15 personer, av vilka 12 var arbetare från Motala Verkstad, Kulla gård. Denna styckades 1890 upp i 15 likvärdiga delar, varav två av dem sammanfördes till en enhet (Backgården). De 14 gårdarna fick följande namn: Backgården, Källgården, Övergården, Lindegården, Östergården, Kvarngården, Brunnsgården, Västergården, Storgården, Mellangården, Södergården, Sjögården, Norrgården och Nedergården.
Sannolikt tjänade bildandet av nio småbruksegnahem i Ervasteby i Motala landskommun ca 15 år tidigare som förebild för tillkomsten av småbruksegnahemmen i Kulla. För det talar förutom det ringa avståndet mellan Ervasteby och Kulla att det i båda fallen var arbetare från Motala Verkstad som grundade småbruksegnahemmen. Verkstaden beviljade från 1870 förmånliga lån till arbetare som skaffade sig egna bostäder. Det finns också personsamband. Den handlare som öppnade lanthandel i ett av Kullas egnahem (Backgården) hade tidigare varit handlare i Evasteby. Att egnahemsbildarna i Ervasteby och Kulla var tidigt ute framgår av den senare under 1890-talet inrättade småbrukskolonin i Brånshult, liksom Kulla belägen i Kristbergs socken, brukar räknas som en av Sveriges allra första.

## Fridhemskapellet
Kristbergs Baptistförsamling (bildad 1883) uppförde 1901-1902 ett kapell i Kulla, Fridhemskapellet, även kallat Kulla kapell.